# Ever (dal)
Az Ever Gackt japán énekes kislemeze, mely 2010. július 28-án jelent meg az Avex Entertainment kiadónál. A címadó dalt a Dragon Nest című sokszereplős online szerepjátékban is felhasználták.

## Számlista
Az összes szám szerzője Gackt C. 
| 1. | Ever                                                                                               | 5:15 |
| 2. | Uncontrol Kjókiranbu edition (Uncontrol ♂狂喜乱舞edition♂; Hepburn: Uncontrol Kyoukiranbu edition) | 4:27 |
| 3. | Ever (instrumental)                                                                                | 5:14 |
| 4. | Uncontrol Kjókiranbu edition (instrumental)                                                        | 4:26 |

| 1. | Ever (videóklip) |  |

## Slágerlista-helyezések
Oricon
| Dátum            | Slágerlista | Típus              | Legmagasabb helyezés | Eladás |
| ---------------- | ----------- | ------------------ | -------------------- | ------ |
| 2010. július 28. | Oricon      | heti kislemezlista | 4                    | 32 795 |
| 2010. július 28. | Oricon      | havi kislemezlista | 19                   | 41 350 |
| 2010. július 28. | Oricon      | éves kislemezlista | 127                  | 52 825 |

Billboard Japan
| Slágerlista (2010)      | Legmagasabb helyezés |
| ----------------------- | -------------------- |
| Billboard Japan Hot 100 | 18                   |